# Johann van Zyl
Johann van Zyl (Città del Capo, 2 febbraio 1991) è un ex ciclista su strada sudafricano professionista dal 2013 al 2020.

## Palmarès
- 2008 (juniores)

Campionati sudafricani, Prova in linea juniores
- 2009 (juniores)

Campionati sudafricani, Cronometro juniores
- 2010 (Under-23)

Campionati sudafricani, Prova in linea Under-23
- 2011 (Under-23)

Campionati sudafricani, Prova in linea Under-23
- 2013 (MTN-Qhubeka, una vittoria)

4ª tappa Tour du Rwanda (Musanze > Muhanga)
- 2015 (MTN-Qhubeka, una vittoria)

5ª tappa Österreich-Rundfahrt (Villaco > Matrei in Osttirol)

### Altri successi
- 2015 (MTN-Qhubeka)

5ª tappa Tour de Korea (Chungju, cronosquadre)

## Piazzamenti

### Grandi Giri
- Giro d'Italia

2016: 79º
2017: 149º
- Vuelta a España

2015: 128º
2018: 122º

### Classiche monumento
- Giro delle Fiandre

2014: ritirato
2018: ritirato
- Parigi-Roubaix

2018: 95º
- Liegi-Bastogne-Liegi

2018: ritirato
- Giro di Lombardia

2018: ritirato

### Competizioni mondiali
- Campionati del mondo su strada

Varese 2008 - In linea Juniores: ?
Herning 2011 - Cronometro Under-23: 51º
Herning 2011 - In linea Under-23: 118º
Firenze 2013 - Cronosquadre: 26º
Firenze 2013 - In linea Under-23: 64º